# Ferjani Sassi
Ferjani Sassi, född 18 mars 1992, är en tunisisk fotbollsspelare som spelar för Zamalek.

## Landslagskarriär
Sassi debuterade för Tunisiens landslag den 8 juni 2013 i en 2–2-match mot Sierra Leone Han var uttagen i Tunisiens trupp vid VM 2018 i Ryssland. Sassi har även varit uttagen i Tunisiens trupp vid Afrikanska mästerskapet 2015, 2017,  och 2019.